# Evangelische Kirche (Prüm)

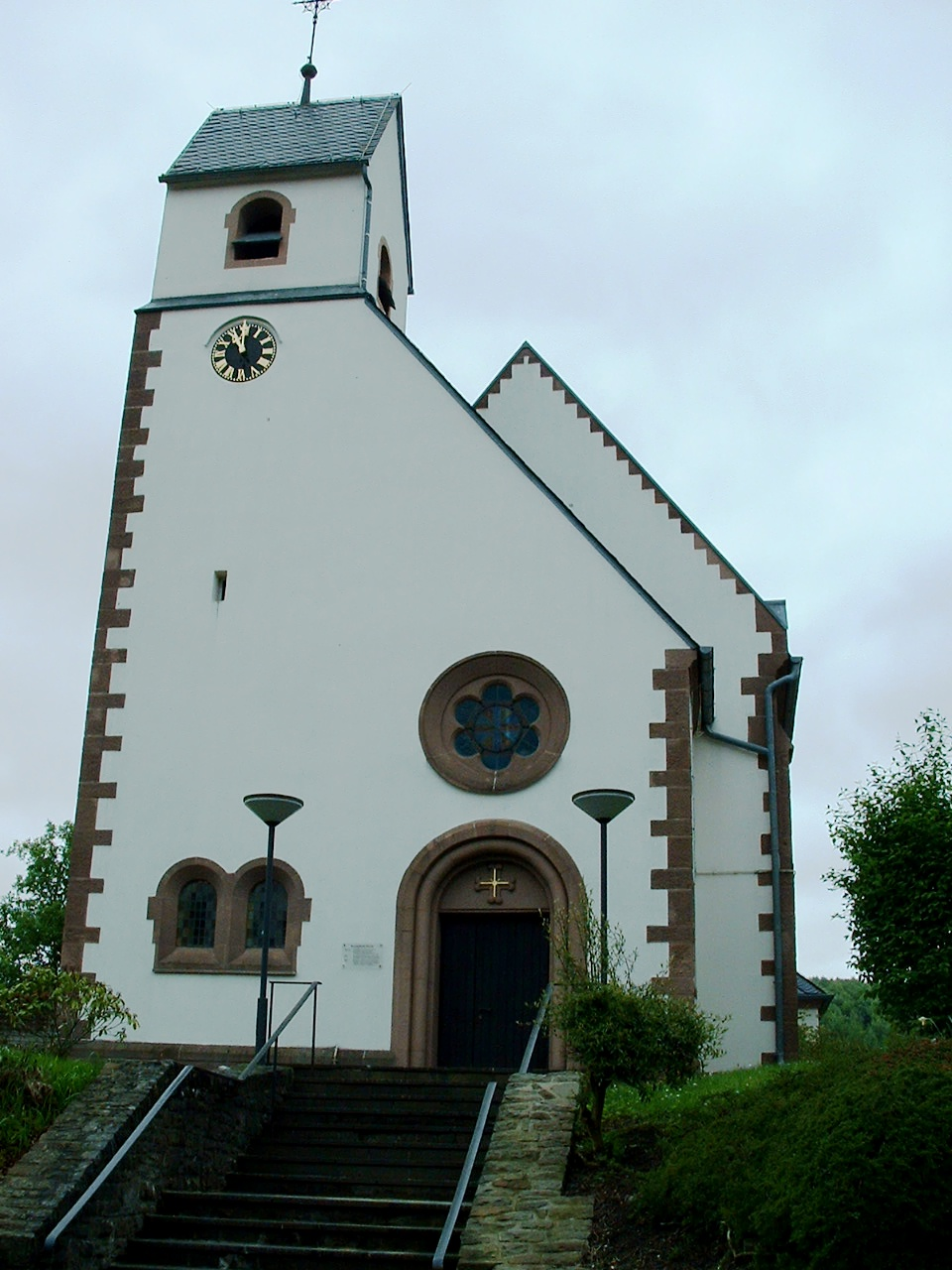
Außenansicht

Die Evangelische Kirche in Prüm im Eifelkreis Bitburg-Prüm, Rheinland-Pfalz, ist die Kirche der Evangelischen Kirchengemeinde Prüm im Kirchenkreis Trier der Evangelischen Kirche im Rheinland. Sie ist eine Diasporagemeinde und eine der flächenmäßig größten Pfarrgemeinden Deutschlands.

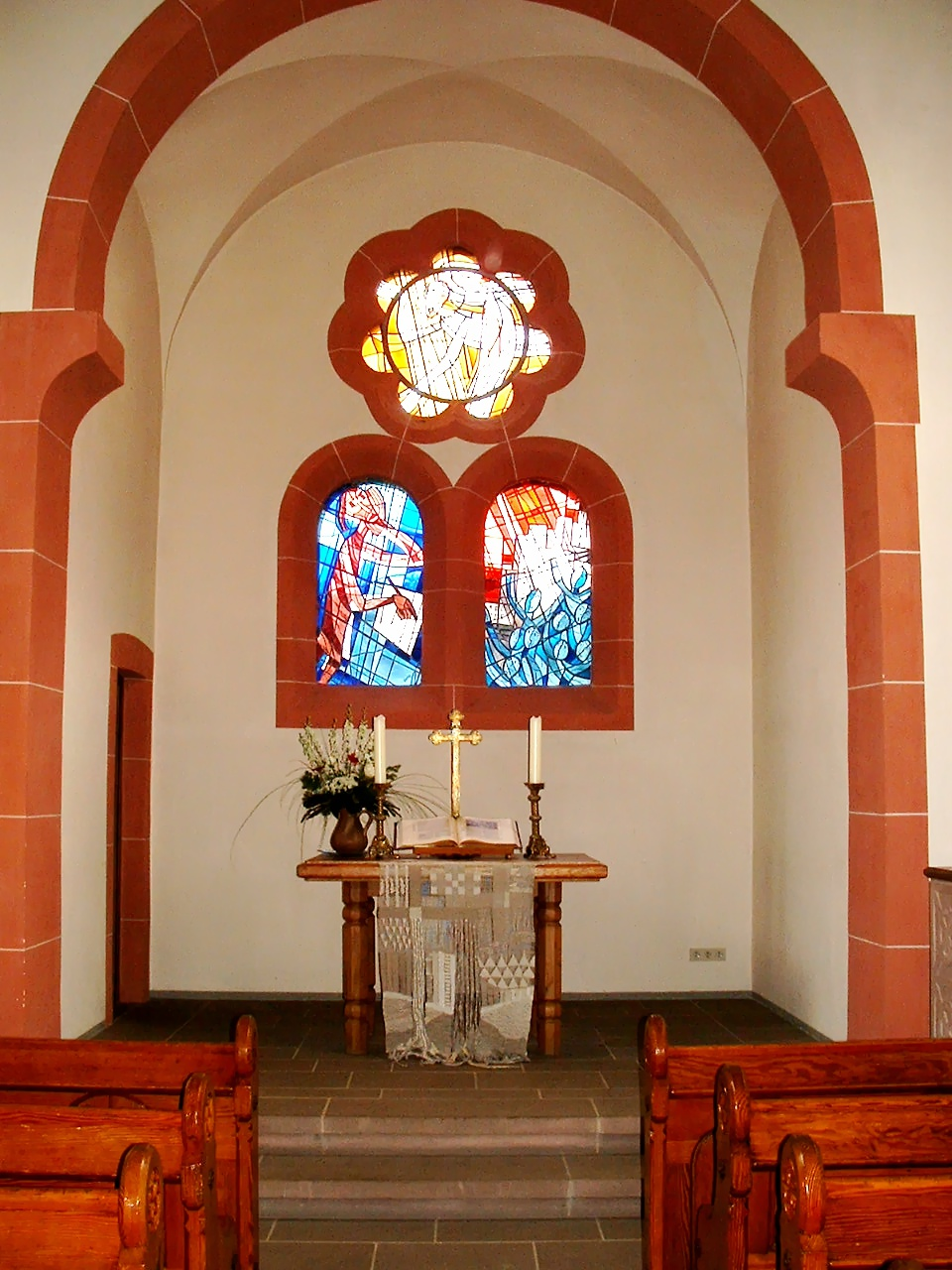
Chor und Altar

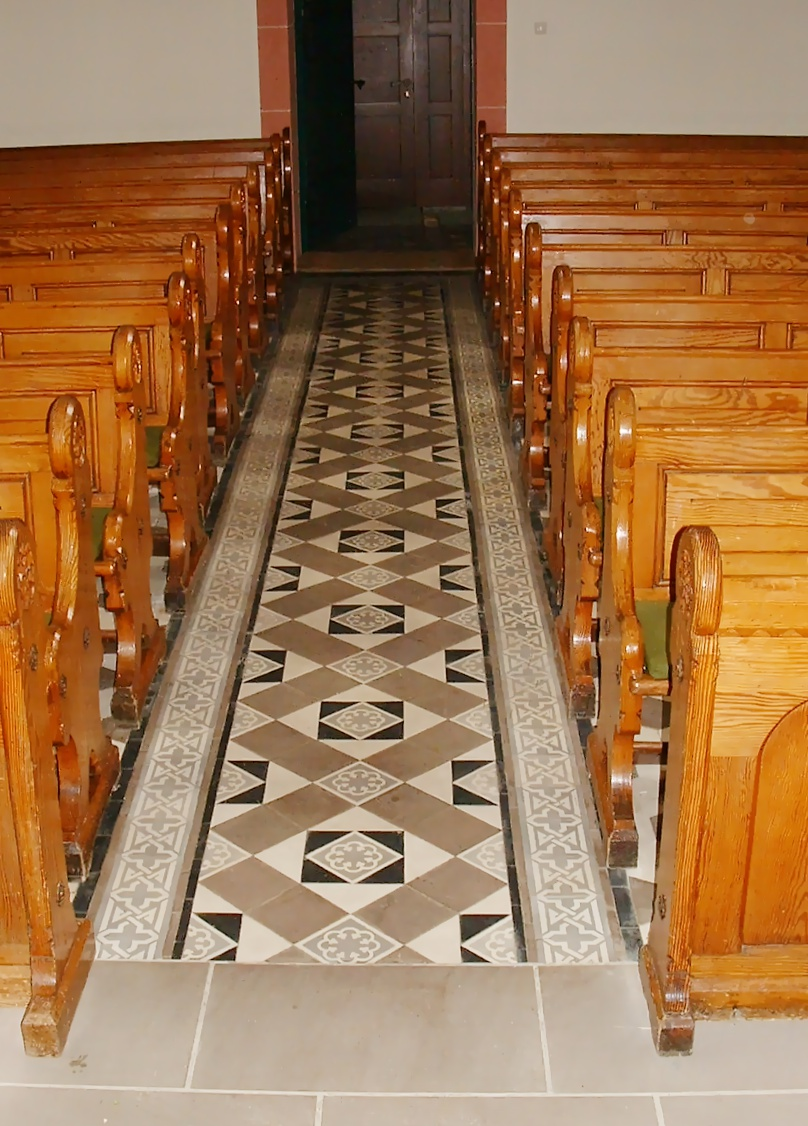
Fliesenboden und Gestühl

## Geschichte
Die Reformation konnte sich in der Südeifel nicht durchsetzen. Erst nachdem auch das Prümer Land 1815 nach dem Wiener Kongress zu Preußen kam, siedelten dort in der komplett katholisch geprägten Region einzelne evangelische Christen, vor allem preußische Verwaltungsbeamte. Prüm wurde Kreisstadt und Sitz einer Garnison der Preußischen Landwehr. Kirchenrechtlich gehörte der (damalige) Landkreis Prüm zur Kirchengemeinde Trier. 1821 schrieben der der Major, der Tierarzt und der Zollkommissar an ihren König Friedrich Wilhelm III. einen heute noch im Staatsarchiv erhaltenen Brief mit der Bitte, eine evangelische Gemeinde zu errichten. König Wilhelm III. gründete daraufhin durch den Kabinettsbeschluss vom 23. Dezember 1821 die evangelische Kirchengemeinde Prüm. Die Gründung einer Kirchengemeinde per Kabinettsbeschluss ist historisch wohl einmalig. Sogar das Gemeindesiegel erinnert mit der Inschrift R W III (Rex Wilhelminus III) daran. Die Kirchengemeinde hatte damals 19 Gemeindemitglieder. Nachdem der König das Gehalt des Pfarrers mit jährlich 500 Talern unterstützte, konnte am 14. April 1829 der erste Prümer Pfarrer für die damals 86 Gemeindemitglieder eingeführt werden. Die Gottesdienste wurden im Lehrerzimmer des Gymnasiums im alten Abteigebäude gefeiert. Das Gemeindegebiet erstreckte sich neben dem der heutigen Gemeinde auch über die heutigen Kirchengemeinden Bitburg, Gerolstein und Daun. Bitburg wurde 1875, Gerolstein und Daun wurden 1896 selbstständig. Ab diesem Zeitpunkt umfasst das Gemeindegebiet etwa die heutigen Verbandsgemeinden Arzfeld und Prüm und hat eine Fläche von 780 km2.

## Architektur und Ausstattung der Kirche
Der Ursprungsbau der heutigen Kirche wurde 1895 im neoromanischen Stil errichtet. Der von dem Architekten Karl Wilde stammende Bauentwurf war 1893 in einem beschränkten Architektenwettbewerb unter den Mitgliedern des Architekten-Vereins zu Berlin als bester unter sechs eingereichten Arbeiten ermittelt worden. Diese Kirche wurde im Zweiten Weltkrieg schwer beschädigt, von ihr sind nur noch die Fundamente, Teile der Außenmauern und des Turms, der Fußboden und der Taufstein erhalten.
Der Turm erhielt beim Wiederaufbau anstatt des Spitzhelms und der zerstörten Glockenstube ein Satteldach. Im Innern fällt im Schiff die asymmetrisch gestaltete Decke auf. Der Chor ist von einem Tonnengewölbe mit Stichkappen bedeckt. Der Taufstein und das Gestühl sind aus der Erbauungszeit der Kirche, die restliche Ausstattung stammt aus den Jahren 1981/82. Im Zuge dieser Renovierung wurde für den Fußboden des Altarraums und die Kanzel das Material des aus der Erstausstattung der Kirche stammenden Taufsteins, nämlich Birresborner Sandstein, verwendet.
Die Glasfenster wurden 1982 von dem Trierer Künstler Werner Persy geschaffen und ersetzten dabei Fenster aus einer früheren Schaffensperiode des gleichen Künstlers. Durch den Bau einer aufwändige Rampe ist die Kirche jetzt auch barrierefrei erreichbar.

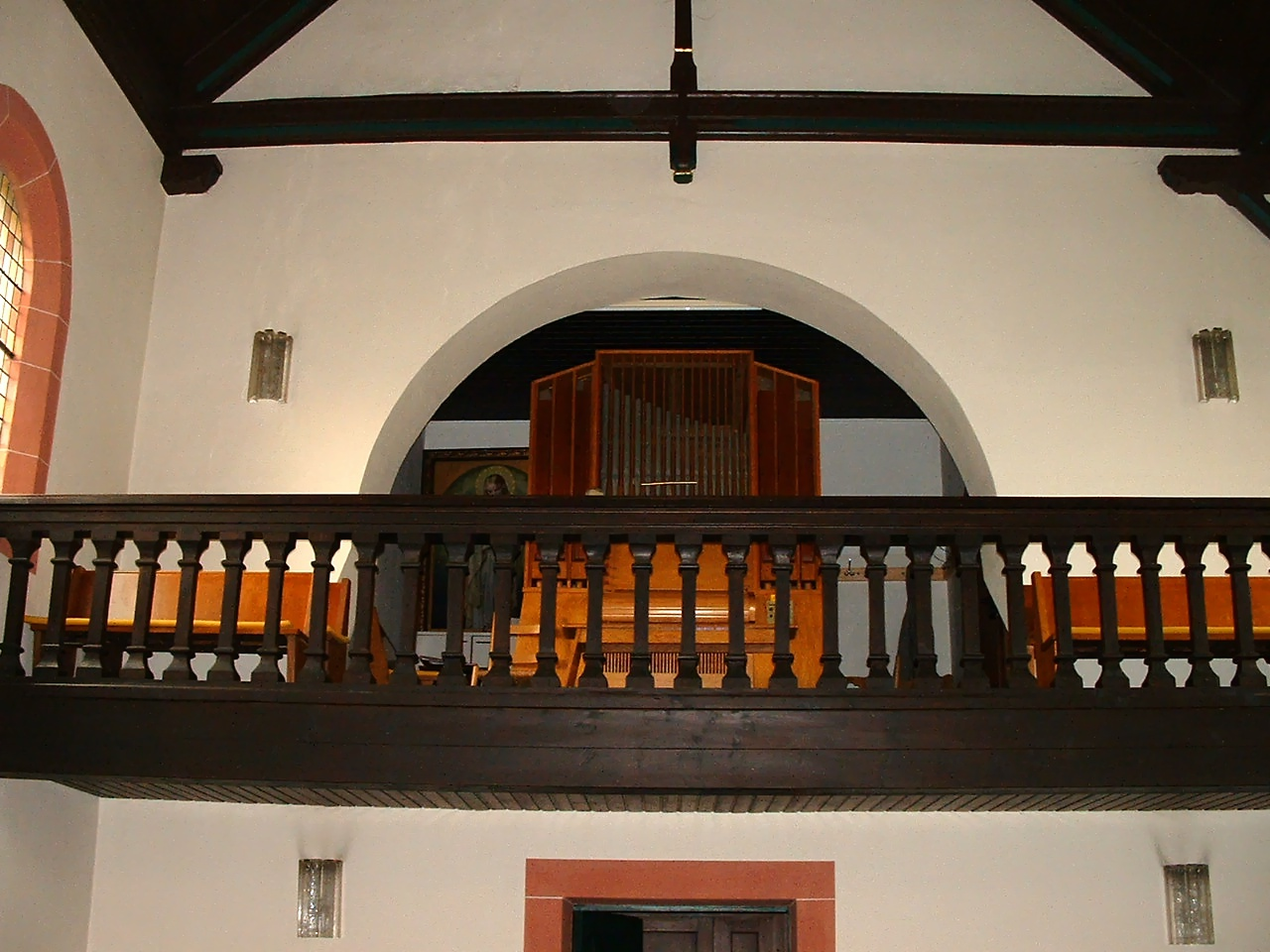
Empore mit Orgel

### Nutzung
In der Kirche findet jeden Sonntag und an den meisten Festtagen ein Gottesdienst statt. Einmal im Monat findet ein musikalisch besonders gestalteter Gottesdienst statt. Die Evangelische Kirchengemeinde Prüm ist mit 750 km2 eine der flächenmäßig größten Gemeinden Deutschlands. In etwa 100 Ortschaften leben derzeit (2015) etwa 1800 Gemeindeglieder. Evangelische Gottesdienste finden zudem monatlich im (katholischen) Herz-Jesu-Heim in Waxweiler und sporadisch in den katholischen Kirchen in Schönecken und Bleialf statt.